# Кузап (Бихор)
Кузап (рум. Cuzap) насеље је у Румунији у округу Бихор у општини Попешти. Oпштина се налази на надморској висини од 196 m.

## Становништво
Према подацима из 2002. године у насељу је живело 1255 становника.

### Попис2002.
| Расподела становништва по националности 2002.‍ | Расподела становништва по националности 2002.‍ | Расподела становништва по националности 2002.‍ | Расподела становништва по националности 2002.‍ | Расподела становништва по националности 2002.‍ |
| --------------------------------------------- | --------------------------------------------- | --------------------------------------------- | --------------------------------------------- | --------------------------------------------- |
|                                               |                                               |                                               |                                               |                                               |
| Румуни                                        | Румуни                                        |                                               | 1.177                                         | 93,8%                                         |
| Мађари                                        | Мађари                                        |                                               | 14                                            | 1,1%                                          |
| Роми                                          | Роми                                          |                                               | 38                                            | 3,0%                                          |
| Немци                                         | Немци                                         |                                               | 9                                             | 0,7%                                          |
| Словаци                                       | Словаци                                       |                                               | 17                                            | 1,4%                                          |